# Punk (revista)
Punk foi um fanzine criado em 1975 pelo cartunista John Holmstrom, pelo editor Ged Dunn e por Legs McNeil. Ele usou o termo "punk rock", cunhado pelos escritores da revista Creem alguns anos antes, levando essa expressão à popularidade, o que acabou definindo o novo som produzido por bandas que admirava os The Stooges, os New York Dolls, o MC5 e os Ramones. Ele foi também a primeira publicação a popularizar a cena musical do CBGB.

## Link Externo
- Site oficial da PUNK Magazine